# 阿文托夫特
阿文托夫特（德語：Aventoft）是德国石勒苏益格－荷尔斯泰因州的一个市镇。总面积14.47平方公里，总人口456人，其中男性219人，女性237人（2011年12月31日），人口密度32人/平方公里。